# Campo de Provas Brigadeiro Velloso
Campo de Provas Brigadeiro Velloso là một tổ hợp quân sự của Không quân Brasil, nằm ở Serra do Cachimbo, phía nam Pará. Khu vực này có diện tích 21.600 km² và chu vi 653 km, tương đương với bang Sergipe của Brasil. Đây là khu vực quân đội Brasil thử vũ khí hạt nhân trong lòng đất. và thử tên lửa.